# Darkness of Man
Darkness of Man é un film statunitense del 2024 scritto, diretto e prodotto da James Cullen Bressack.

## Trama
L'agente dell'Interpol Russell Hatch cerca di proteggere Jayden, figlio di un suo informatore ucciso durante un raid finito male, e qualche anno dopo Russell si trova a proteggere Jayden e suo nonno da alcune bande rivali in guerra per il territorio, convinto che i criminali li possano far fuori.